# Sint-Niklaaskerk (Edingen)

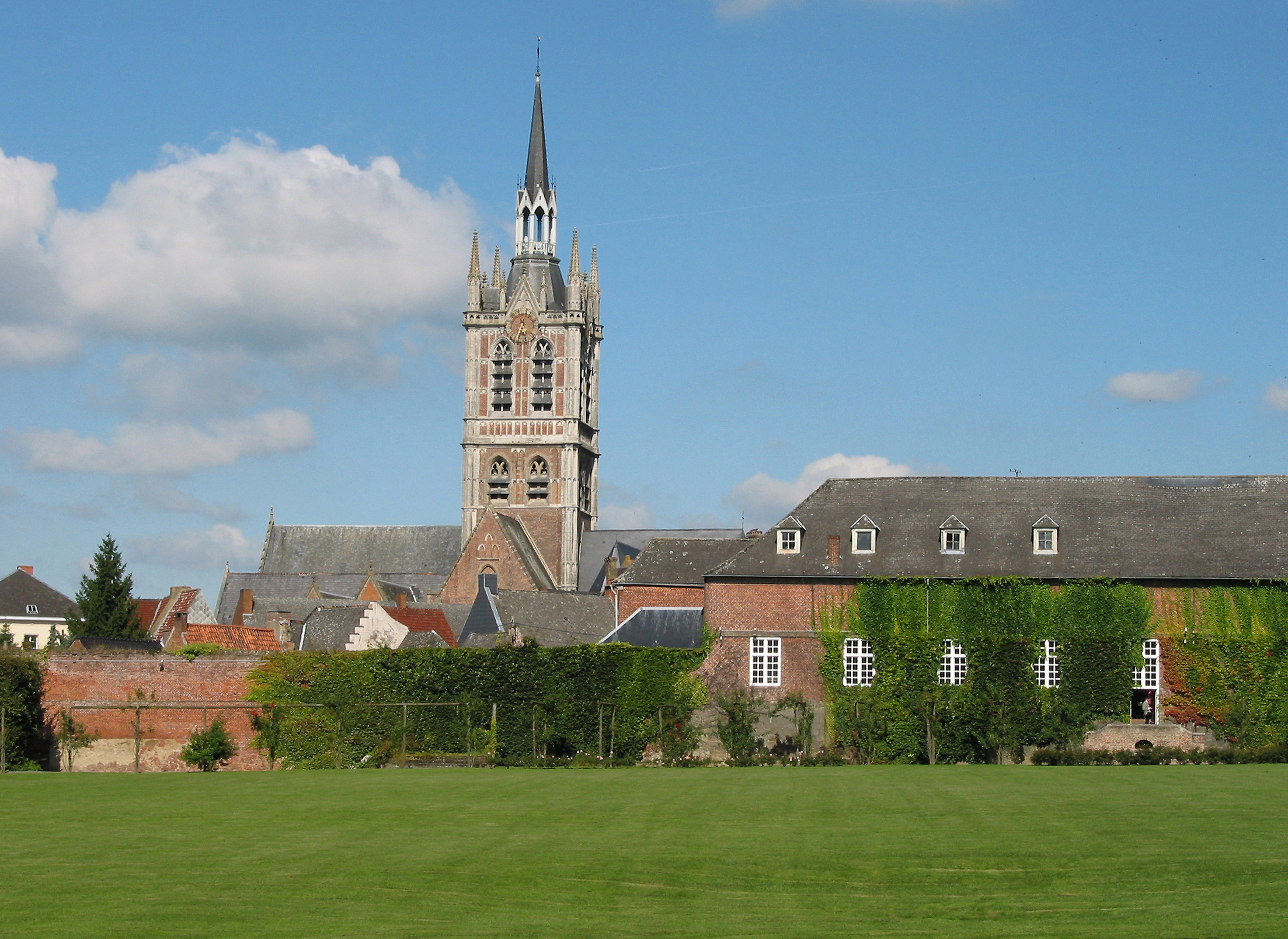

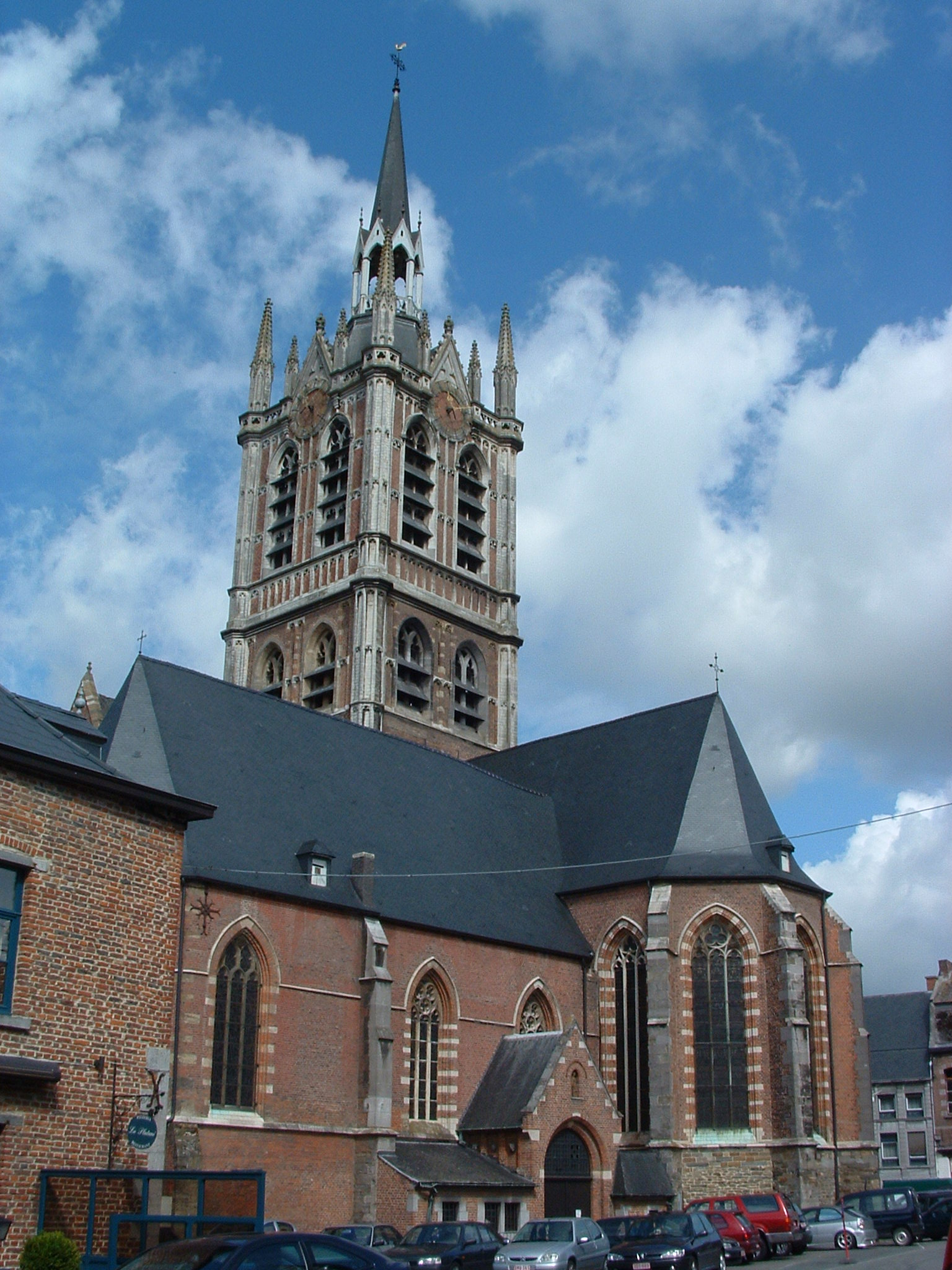

De Sint-Niklaaskerk is de kerk in het centrum van de stad Edingen in de Belgische provincie Henegouwen. Sinds 22 augustus 1947 is het een beschermd monument.
In de loop van de geschiedenis werd de kerk meermaals vernield, geplunderd of getroffen door brand, en werd zo verscheidene malen opnieuw gerestaureerd. In 1347 werd het eerste hoofdaltaar van de kerk gewijd. Bij het begin van 15e eeuw brandde de kerk af, en ook na de heropbouw kwamen er nog enkele malen branden voor.
In de toren bevindt zich een beiaard met 51 klokken, waarvan de oudste reeds uit 1566 dateert.
Op de gebrandschilderde ramen is onder meer het Sacrament van Mirakel afgebeeld (Brusselse joden doorsteken een hostie, die begint te bloeden).

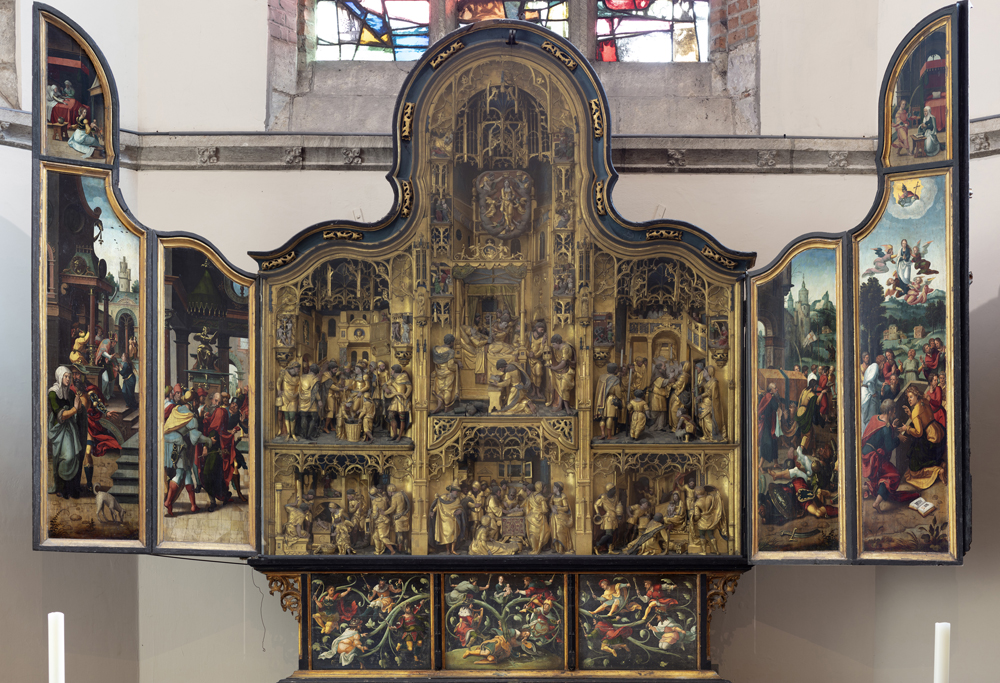
Retabel (1530)
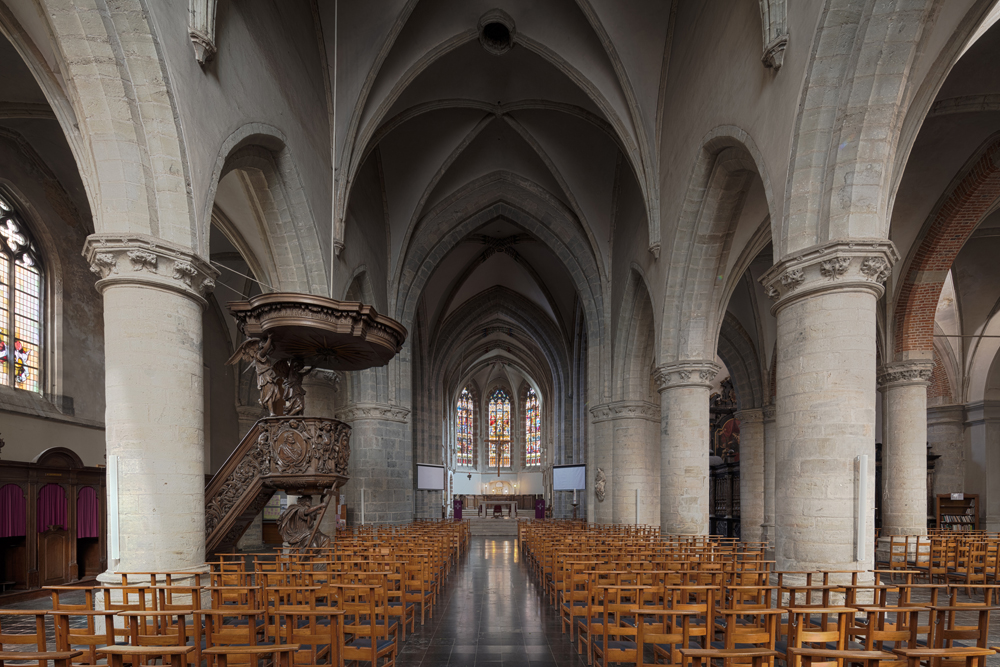
Interieur
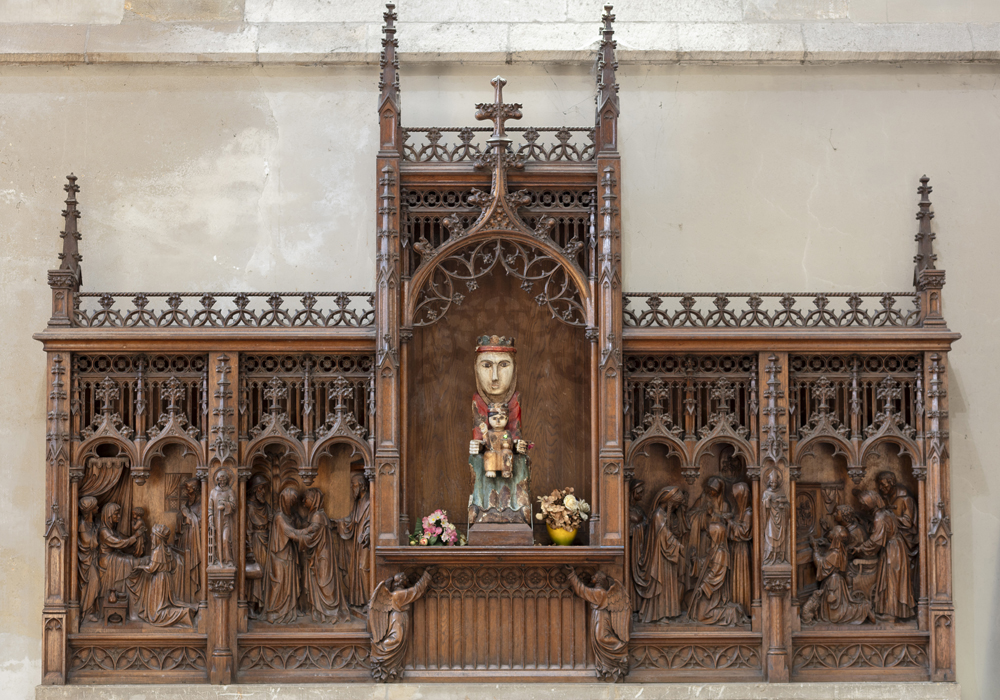
Retabel & Sedes sedentiae